# Ellwangen (Jagst)
Ellwangen an der Jagst, oficialmente Ellwangen (Jagst) y comúnmente llamada Ellwangen, es una ciudad perteneciente al Distrito de Ostalb, en el Estado alemán de Baden-Wurtemberg. Situada en el valle del Río Jagst, junto a la sierra del Jura de Suabia. 

## Historia
El origen de la ciudad se encuentra en un asentamiento alamán del siglo VII. En 764, Herulph, Obispo de Langres, fundó la abadía benedictina de Ellwangen en una colina cercana al poblado alamán. El monasterio es nombrado en un documento de Ludovico Pío del año 814 como Elehenuuwang. En 870 los santos Cirilo y Metodio, llamados apóstoles de los eslavos fueron arrestados por Hermanarico y encarcelados en la abadía, donde permanecieron durante tres años, hasta que fueron puestos en libertad por mediación del Papa Juan VIII.
A finales de la década de 1350, Ellwangen fue golpeada, al igual que el resto de Europa, por las plagas, las malas cosechas y la escasez de alimentos. Los monjes de la abadía, sobre todo los de la nobleza, se oponían a las reformas propuestas por las abadías de Fulda y Ottobeuren y no se ajustaban exactamente a los preceptos de caridad y frugalidad de la Orden de San Benito lo que supuso el declive progresivo del monasterio que en 1384 tan solo contaba con siete monjes. En 1443 un incendio destruyó la ciudad.
En 1588 y entre 1611 y 1618 alrededor de 450 fueron ejecutadas en Ellwangen dentro del contexto de la caza de brujas. Perteneciente a la Liga Católica, fue ocupada por los suecos del 22 de mayo de 1632 al 9 de septiembre de 1634, durante la Guerra de los Treinta Años.
Tras la mediatización alemana de 1802, Ellwangen fue integrada en el Ducado de Wurtemberg. 
Tras la II Guerra Mundial, varios miembros de la 17.ª División SS de Granaderos Panzer "Götz von Berlichingen" fueron condenados por una serie de crímenes de guerra cemetidos en el campo de concentración de Ellwangen. La ciudad fue ocupada por tropas del Ejército de los Estados Unidos en abril de 1945. Las instalaciones de la antigua escuela de tanques se usaron hasta 1951 para acoger a cerca de 3000 refugiados ucranianos.
Ellwagen fue repetidamente sitio de los disturbios antipoliciales del 2018 en Ellwangen por parte de los inmigrantes allí residentes en 2018, causados cuando la policía se presentó con órdenes judiciales de deportación.

## Ciudades hermanas
- Langres, Francia)
- Abbiategrasso, Italia)